# 斯特拉斯莫足球會 (丹地)
斯特拉斯莫足球會（英語：Strathmore Football Club）是一個位於蘇格蘭鄧迪的足球會，於1874年創辦，1894年與约翰斯顿足球俱乐部合併組成丹地流浪者足球會而解散。球會在1879至1891年間共參加過12屆蘇格蘭足總盃。